# Фонтан Морозіні (Іракліон)
Фонтан Морозіні (Фонтан Велетня або Фонтан Гіганта) — венеційський фонтан XVI століття на Площі лева напроти Собору Святого Марка в м. Іракліон, острів Крит, Греція. Фонтан побудований для забезпечення міста водою з гори Юхтас, розташованої за 15 кілометрів.

## Історія
Після збільшення населення міст острова в XVI—XVII столітті постала проблема дефіциту води, оскільки криниці та резервуари, які використовувалися до того часу для водопостачання, були недостатніми для задоволення зростаючих міських потреб навіть після будівництва в 1552 році Фонтану Бебо. Відповідно вирішили транспортувати воду за 15 кілометрів акведуками, каналами та глиняними трубами з джерел гори Юхтас, де її було надлишок.
Фонтан урочисто відкрили на свято Святого Марка (25 квітня 1628 року) й назвали на честь Морозіні.
Для функціонування фонтану побудували систему каналів та акведуків, один з яких не далеко від  руїн Кноського палацу акведук Морозіні, по якому транспортували воду.
З нагоди інавгурації Франческо Морозіні над фонтаном була встановлена статуя бога моря Посейдона, який наступав на дельфіна. Ця статуя не збереглася, оскільки вона була зруйнована за різними версіями або османами, або землетрусом. Через цю статую фонтан також називали Фонтаном Велетня або Гіганта.
Під час Кандійської війни та облоги Іракліону османами, вони перекрили подачу води до фонтану, щоб змусити венеційців здатися. Натомість венеційці знайшли ще одне джерело, зібрали воду з колодязів і всіх інших джерел води в місті і збудували Фонтан Пріулі.

## Архітектура

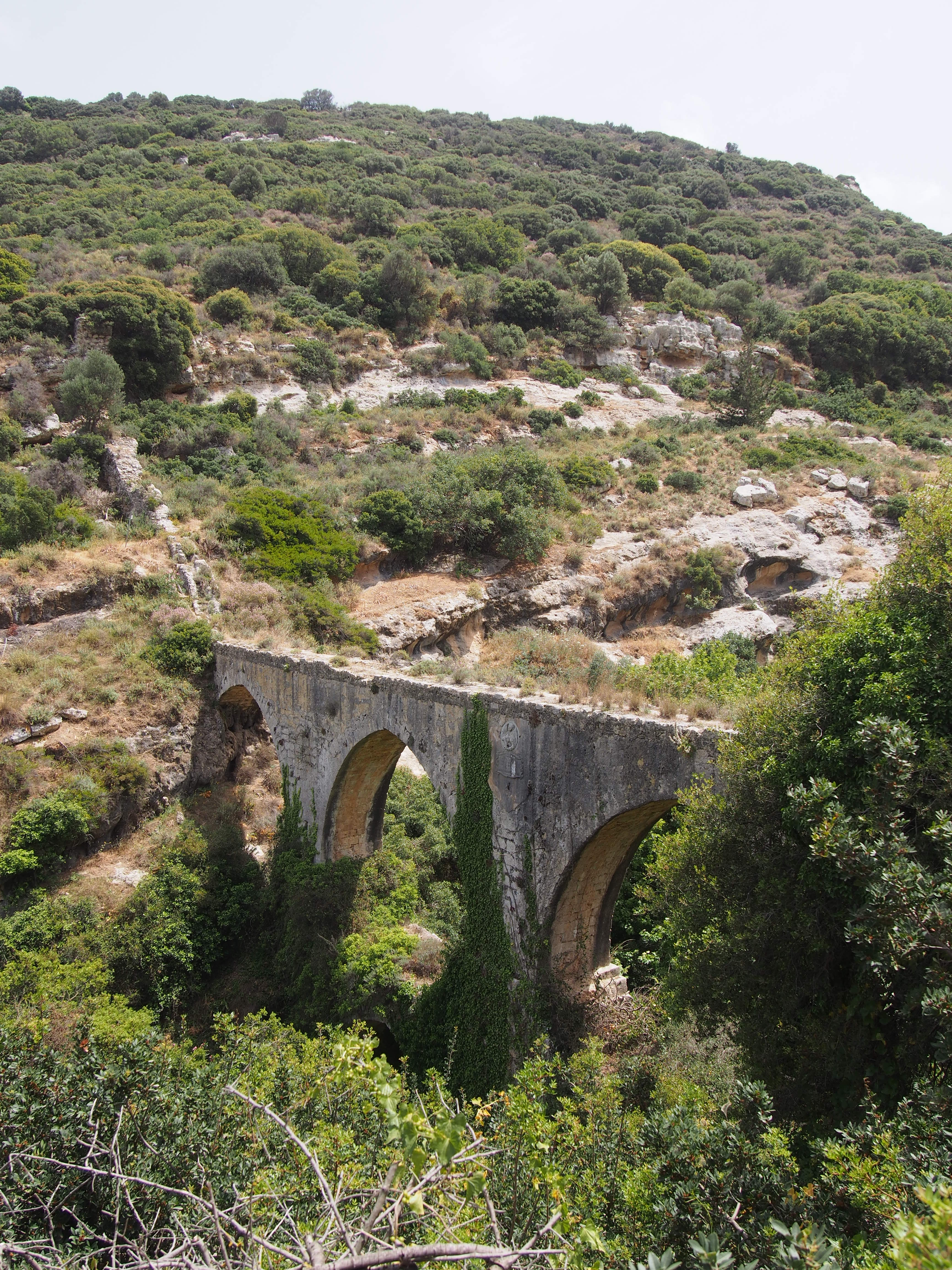
Акведук Морозіні, збудований в 1627-1628 роках венеційцями

Фонтан має форму з восьми пелюстків. У центрі чаші фонтану розташована колона, на якій розміщено 4 леви, з пащ яких тече вода. Леви на спинах тримають чашу, в якій є кубок, з якого також ллється вода. В чаші є 4 отвори, з яких вода ллється в восьмипелюсткову основу фонтану. В основі фонтану є зливи води в підземний водовід. Восмипелюсткова основа давала можливість більшій кількості людей набирати воду. Так з кожного пелюстка воду набирати може п'ять чоловік, тобто загалом з нього набирати воду може сорок чоловік, одночасно занурюючи ємності в чашу фонтану. Основа прикрашена рельєфними зображеннями, тематика яких взята з грецької міфології — переважно з морського світу (тритони, дельфіни, міфологічні чудовиська, морські демони), а також герби (у виконанні декораторів: скульптор Фома Бенетос з Ретимно з братами).
Також внизу фонтану були сформовані невеликі природні котловини-корита, з яких напувалися тварини, переважно коні, на яких пересувалися, зокрема, перехожі та купці, солдати.
У 1847 році (через майже 200 років після захоплення міста в 1669 році) османи змінили форму Фонтану Морозіні, додали на кінцях «пелюсток» фонтану мармурові колони, на верхніх частинах яких зробивши таку ж восьмипелюсткову мармурову стрічку, на якій золотими літерами написали «Фонтан Абдул Меджида».
У 1900 році пам'ятку відновили в первісному вигляді. З чаші над левами воду п'ють птахи. Насьогодні вода постачається з міського водоводу і непридатна для пиття.